# Macrodorcas barbata
Macrodorcas barbata is een keversoort uit de familie vliegende herten (Lucanidae). De wetenschappelijke naam van de soort is voor het eerst geldig gepubliceerd in 1939 door Nagel.